# Castiglione della Valle
Castiglione della Valle is een plaats (frazione) in de Italiaanse gemeente Marsciano.

## Geboren
- Alessandro Brustenghi (1978), franciscaan, zanger